# حل الدولتين

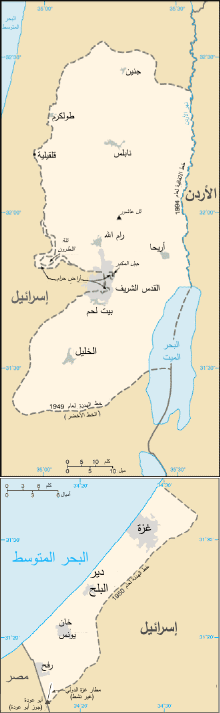
الضفة الغربية وقطاع غزة

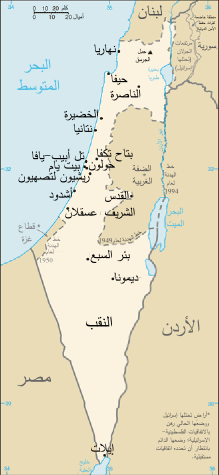
الأراضي تحت السيطرة الإسرائيلية.

حل الدولتين  هو حل مقترح للصراع العربي الإسرائيلي يقوم على تراجع العرب عن مطلب تحرير كامل فلسطين وعن حل الدولة الواحدة، و يقوم هذا الحل على أساس دولتين في فلسطين التاريخية تعيشان معًا، هما دولة فلسطين إلى جانب إسرائيل، وهو ما أُقِرَّ في قرار مجلس الأمن 242 بعد حرب 1967 وسيطرة إسرائيل على باقي أراضي فلسطين التاريخية. اعتمد بعض الفلسطينيون هذه المبادئ في عام 1974 بالبرنامج المرحلي للمجلس الوطني الفلسطيني، والذي عارضته بعض الفصائل الفلسطينية وقتها، حيث شكلت ما يعرف بجبهة الرفض. أصبحت فيما بعد مرجعية المفاوضات في اتفاق أوسلو عام 1993 بين منظمة التحرير الفلسطينية وإسرائيل.

## نبذة
في فلسطين التاريخية اليوم، كيانان سياسيان. الأول تم إنشاؤه بعد حرب 1948 وهو إسرائيل على ما نسبته 78% من أرض فلسطين التاريخية، متجاوزا ما خصصته الأمم المتحدة للدولة العبرية في قرار تقسيم فلسطين عام 1947. أما الكيان الآخر، فهو دولة فلسطين الذي لم ينل استقلاله الفعلي بعد، بسبب احتلال إسرائيل للضفة الغربية وقطاع غزة والقدس الشرقية منذ حرب 1967 - تشكل مجتمعة النسبة المتبقية من فلسطين التاريخية وهي 22% فقط. إلاّ أنه من الوجهة الدولية، تعتبر إسرائيل دولة معترف بها دوليا، أما دولة فلسطين فمن بين الدول الأعضاء في الأمم المتحدة 193 دولة، اعترفت 146 دولة من أصل 193 دولة عضو في الأمم المتحدة بدولة فلسطين.
تفاوض السلطة الفلسطينية اليوم ومنذ تأسيسها عام 1994، على قيام دولة فلسطينية مستقلة في الضفة الغربية وقطاع غزة (الذين يشكلان معاً ما نسبته 22% من مساحة فلسطين التاريخية). تقع في هاتين المنطقتين مدن فلسطينية كبيرة مثل القدس الشرقية وغزة ونابلس والخليل ورام الله. وتتخذ السلطة من مدينتي رام الله وغزة مقرا مؤقتا لمؤسساتها، ريثما تصل المفاوضات لحل.
في الوقت الراهن تخضع منطقتي الضفة الغربية وقطاع غزة لطريقة حكم مختلطة، وبينما تتمتع أجزاء معينة منها من حكم ذاتي، ما زالت أجزاء أخرى منها تخضع للاحتلال الإسرائيلي. وتعتبر مكانة قطاع غزة السياسية معقدة بشكل خاص منذ انسحاب الجيش الإسرائيلي منها عام 2005 دون اتفاق بين إسرائيل والسلطة الفلسطينية على طبيعة السلطة فيه، وكذلك بسبب استيلاء حركة حماس عليه رغم معارضة السلطة الفلسطينية لذلك.
دولياً هناك إجماع ضمني بأنها أراضي ستؤول مستقبلا للدولة الفلسطينية، وإن إسرائيل هي طرف محتل لها. ليس هناك اعتراف دولي بضم الجزء الشرقي من مدينة القدس إلى إسرائيل، ولكن معظم دول العالم (باستثناء الدول العربية) تعتبر القدس مكانا ذا أهمية خاصة الذي من شأنه أن يخضع لتسوية خاصة. وفي أساس الموقف الدولي تجاه هاتين المنطقتين يوجد القرار الأممي الذي صدر في نوفمبر 1967 والمرقم ب242 والذي ينص على: «إقرار مبادي سلام عادل ودائم في الشرق الأوسط القرار حيث ان مجلس الأمن إذ يعرب عن قلقه المتواصل بشان الوضع الخطر في الشرق الأوسط وإذ يؤكد عدم القبول بالاستيلاء علي اراض بواسطة الحرب. والحاجة إلي العمل من أجل سلام دائم وعادل تستطيع كل دولة في المنطقة أن تعيش فيه بأمن وإذ يؤكد أيضاً أن جميع الدول الأعضاء بقبولها ميثاق الأمم المتحدة قد التزمت بالعمل وفقاً للمادة 2 من الميثاق». وقد اتفق الجانبان الفلسطيني والإسرائيلي على تبني نص قرار 242 كأساس التسوية بينهما ضمن اتفاقيات أوسلو.

## الدول
- دولة فلسطين: هي الدولة التي تطالب بإنشائها الجهة الفلسطينية الرسمية على جزء من أرض فلسطين التاريخية وهو الضفة الغربية وقطاع غزة وعاصمتها القدس الشرقية، بجانب الدولة الإسرائيلية الحالية. على الرغم من إعلان قيام الدولة الفلسطينية في عام 1988 في الجزائر، إلا أن الإعلان قد تم من طرف واحد دون أن يكون لذلك تداعيات عملية على أرض الواقع.
- دولة إسرائيل: دولة اُنشئت على ما نسبته 78% من أرض فلسطين التاريخية، كما أنها تحتل الضفة الغربية المحاذية للأردن في الشرق وقطاع غزة في الجنوب الغربي بمحاذاة البحر الأبيض المتوسط ومصر مسيطرة بالتالي اليوم على كامل مساحة فلسطين بحسب ترسيم الحدود حتى عهد الانتداب البريطاني، كما تحتل مرتفعات الجولان السورية. تأسست دولة إسرائيل في 14 أيار/مايو 1948 حيث تم إعلانها من قبل المجلس اليهودي الصهيوني في فلسطين في اليوم المتمم لفترة الانتداب البريطاني حسب قرار الأمم المتحدة وحكومة بريطانيا، وفي ظل حرب بين العرب واليهود الصهاينة أسفرت عن النكبة الفلسطينية وإبادة الكثير من المدن والقرى الفلسطينية حيث أصبح معظم سكانها لاجئين في الضفة الغربية وقطاع غزة وفي بعض البلدان العربية أو مهجرون داخليا في إسرائيل. وقد أعلنت دولة إسرائيل هدفا لها استقبال اليهود الذين تم ترحيلهم من شرقي أوروبا خلال الحرب العالمية الثانية وتوطينهم في الدولة اليهودية، وكذلك استقبال اليهود من جميع أنحاء العالم. وأصبحت بذلك الدولة الوحيدة في العالم ذات أغلبية دينية يهودية اليوم.

الإعتراف الدولي بدولتي فلسطين وإسرائيل:
فلسطين وإسرائيل
دول معترفة بإسرائيل فقط
دول معترفة بإسرائيل مع وجود علاقات جزئية مع فلسطين
دول معترفة بفلسطين وإسرائيل معًا
دول معترفة بفلسطين مع وجود علاقات جزئية مع إسرائيل
دول معترفة بفلسطين فقط
غير موضح